# Перша леді (телесеріал, США)
«Перша леді» (англ. First Lady) — американський серіал-антологія створений Аароном Кулі. Прем'єра відбулась на 17 квітня 2022 року телеканалі Showtime.
1 серпня 2022 телеканал Showtime закрив телесеріал після першого сезону.

## Сюжет
Серіал переосмислив роль історії перших леді Америки. Перший сезон присвячений Елеонорі Рузвельт, Бетті Форд та Мішель Обамі.

## У ролях
- Віола Девіс — Мішель Обама[3]
  - Джеймі Ловсон — Мішель Обама (у молодості)
- О. Т. Фаґбенлі — Барак Обама
  - Джуліан Де Ніро — Барак Обама (у молодості)
- Мішель Пфайффер — Бетті Форд[1]
  - Крістін Фросет — Бетті Форд (у молодості)
- Аарон Екхарт — Джеральд Форд
  - Джейк Пікінг — Джеральд Форд (у молодості)
- Дакота Фаннінг — Сьюзан Форд
- Джилліан Андерсон — Елеонора Рузвельт
  - Елайза Сканлен — Елеонора Рузвельт (у молодості)
- Кіфер Сазерленд — Франклін Д. Рузвельт
  - Чарлі Пламмер — Франклін Д. Рузвельт (у молодості)
- Лілі Рейб — Лорена Хічкок
- Джуді Грір — Ненсі Хоу
- Дерек Сесіл — Дональд Рамсфелд
- Ріс Вейкфілд — Дік Чейні
- Глорія Рубен — Валері Джаретт
- Джекі Ерл Гейлі — Луї Хоу
- Кейт Малгрю — Сьюзан Шер
- Еллен Берстін — Сара Рузвельт
- Кейлі Спейні — Анна Рузвельт

## Виробництво
Про початок розробки телесеріалу стало відомо 5 лютого 2020 року. До виконавчих продюсерів увійдуть Віола Девіс, Джуліус Теннон і Аарон Кулі, які також виступлять сценаристами телесеріалу. Девіс зіграє Мішель Обаму. У січні 2021 року Мішель Пфайффер, Джеймі Лоусон і Крістін Фросет приєдналися до акторського складу серіалу, а Сюзанна Бір займе режисерське крісло. У тому ж місяці до акторського складу приєдналися Памела Едлон і Різ Уейкфілд.
16 лютого 2021 року Аарон Екхарт приєднався до акторського складу в ролі Джеральда Форда. У тому ж місяці Джуді Грір змінила Адлон через конфлікт у розкладі зйомок. 22 лютого 2021 року було оголошено, що Джилліан Андерсон зіграє Елеонору Рузвельт. Дакота Фаннінг приєдналася до акторського складу в ролі Сьюзан Форд 2 березня 2021. 9 березня 2021 року Лексі Андервуд приєдналася до акторського складу в ролі Малії Обами.
У липні 2021 року Кіфер Сазерленд і Лілі Рейб приєдналися до основного акторського складу в ролях Франкліна Делано Рузвельта і Лорени Хікок відповідно, а Еллен Берстін, Елайза Сканлен, Кейлі Спенн, Клеа Дювалл і Чарлі Пламмер приєдналися до акторського складу в епізодичних ролях.

### Зйомки
Зйомки розпочалися 25 лютого 2021 року в Ковінгтоні, штат Джорджія.

## Реліз
Прем'єра відбудеться на телеканалі Showtime в 2022.